# Santo Amonti
Santo Amonti, detto Sante (Brescia, 19 dicembre 1937), è un ex pugile italiano, campione nazionale sia dei pesi mediomassimi che nei massimi e sfidante al titolo europeo in entrambe le categorie.

## Carriera
Cresce nella frazione Croce del paesino di Gussago, presso Brescia. Per tale motivo, combatterà con una croce stampigliata sui pantaloncini.
Esordisce al professionismo nel 1957, a soli diciannove anni, nei pesi mediomassimi. Combatte per il titolo nazionale il 26 dicembre 1958, dopo 23 incontri, di cui 22 vinti e un pari, tutti disputati in Italia ma anche con pugili stranieri di un certo livello. Il suo avversario è Domenico Baccheschi, che aveva spodestato Rocco Mazzola. Amonti lo sconfigge per Kot all'undicesima ripresa, sul ring del Palazzetto dello Sport di Roma, dopo averlo fatto abbondantemente sanguinare dall'arcata sopracciliare sinistra.
Il 1º giugno 1959 concede una chance all'ex campione italiano Rocco Mazzola, ma lo sconfigge ai punti in dodici riprese, sempre sul ring della capitale. Quindici giorni dopo, a Brescia, manda al tappeto sino al conto finale il campione di Francia Charles Colin nella semifinale per il titolo europeo della categoria.
L'incontro per la corona continentale si tiene il successivo 5 novembre a Dortmund, in casa del detentore Erich Schöppner. Amonti, presentatosi probabilmente a corto di preparazione subisce l'iniziativa dell'avversario per le prime cinque o sei riprese. Alla settima, incassa un colpo al mento che lo mette in forte difficoltà. Tra l'ottava e la tredicesima ripresa, la superiorità dell'italiano è netta. Schöppner ha però un ritorno nella quattordicesima e, nella quindicesima, riesce a contenere l'assalto disperato dello sfidante. L'arbitro non ha dubbi e assegna al tedesco la vittoria mentre Amonti subisce la prima sconfitta della sua carriera.
Passano poco più di tre mesi, Amonti perde il titolo nazionale dei mediomassimi, a Roma, di fronte ai guantoni dell'anziate Giulio Rinaldi, con tutto il pubblico del Palazzetto dello Sport sfavorevole. Amonti va subito al tappeto al primo round, battendo la testa. Si rialza al conteggio di sei ma viene ancora atterrato nel finale di ripresa ed è salvato dal gong. Il Ko si verifica a 2'30” dall'inizio del secondo round.
Passa così ai pesi massimi e, dopo alcuni incontri di rodaggio, combatte con Franco Cavicchi, un “mito” del pugilato italiano, per la cintura di campione d'Italia. Il 31 maggio 1962 a Brescia, Amonti si laurea campione italiano dei massimi, sconfiggendo Cavicchi per squalifica alla quinta ripresa.

Santo Amonti (a sinistra) e Piero Tomasoni, prima di sfidarsi per la seconda volta per il titolo italiano (5 novembre 1965)

Il 7 luglio dello stesso anno, sempre sul ring casalingo, batte ai punti in dieci riprese Brian London, un britannico che, in futuro, avrà la sventura di battersi per il titolo mondiale con Muhammad Ali. Il 13 ottobre difende vittoriosamente il titolo italiano, battendo Mino Bozzano per abbandono alla terza ripresa.
Dirada poi le sue apparizioni sul ring. Non trovando seri contendenti al titolo italiano, combatte con pugili stranieri, con risultati alterni. 
Il 6 gennaio 1964, a Stoccolma, affronta l'ex campione del mondo Floyd Patterson reduce dalla doppia sconfitta al primo round da Sonny Liston. Lo statunitense lo atterra alla seconda e alla quarta ripresa. All'ottavo round gli assesta un altro colpo al mento che manda l'italiano a sedere sulle corde. Amonti si rialza prima del conteggio ma allarga le braccia e abbandona.
In Italia, tuttavia, Amonti appare sempre il più forte tra i pesi massimi. Il 24 maggio successivo, batte ai punti in 12 riprese, il giovane Piero Tomasoni conservando la cintura di campione nazionale. È perciò designato a contendere al tedesco Karl Mildenberger la corona europea, lasciata vacante da Henry Cooper, sul ring di Charlottenburg.
Mildenberger, anch'egli futuro avversario di Muhammad Ali, nonché severo castigatore dei pugili italiani, gli infligge una cocente sconfitta mettendolo Ko al primo round. Si rifà, difendendo il titolo italiano da Benito Penna e da Giuseppe Migliari, entrambi a Roma, sconfitti rispettivamente per abbandono all'ottava ripresa e per intervento medico all'inizio della decima. 
Il 5 novembre 1965, a Milano, sale nuovamente sul ring per mettere ancora in palio la cintura di campione italiano con Piero Tomasoni. Il risultato è devastante per il detentore che viene messo nuovamente KO alla nona ripresa.
Perso il titolo nazionale, combatte ancora cinque volte con risultati alterni. Vince i combattimenti allestiti in Italia; perde quelli all'estero..
Alla fine del 1967 annuncia il suo ritiro.